# (80) Safo
(80) Safo es un asteroide que forma parte del cinturón de asteroides y fue descubierto por Norman Robert Pogson el 2 de mayo de 1864 desde el observatorio de Madrás, la India. Está nombrado en honor de la poetisa griega Safo (h.650-580 a. C.).

## Características orbitales
Safo está situado a una distancia media de 2,296 ua del Sol, pudiendo acercarse hasta 1,836 ua y alejarse hasta 2,755 ua. Su excentricidad es 0,2001 y la inclinación orbital 8,664°. Emplea 1271 días en completar una órbita alrededor del Sol.